# Торговище (Ковельський район)
Торго́вище — село в Україні, у Турійській селищній громаді Ковельського району Волинської області. Населення становить 192 осіб.

## Історія
12 червня 2020 року, відповідно до розпорядження Кабінету Міністрів України № 708-р «Про визначення адміністративних центрів та затвердження територій територіальних громад Волинської області», увійшло до складу Турійської селищної територіальної громади.
19 липня 2020 року, в результаті адміністративно-територіальної реформи та ліквідації Турійського району, село увійшло до новоутвореного Ковельського району. 

## Населення
Згідно з переписом УРСР 1989 року чисельність наявного населення села становила 205 осіб, з яких 88 чоловіків та 117 жінок.
За переписом населення України 2001 року в селі мешкали 192 особи.

### Мова
Розподіл населення за рідною мовою за даними перепису 2001 року:
| Мова       | Відсоток |
| ---------- | -------- |
| українська | 99,48 %  |
| російська  | 0,52 %   |

## Уродженці
Уродженцем села є поет, бібліотекар, бібліограф Гоць Петро Никифорович. Це дуже мальовниче село на Заході України. Воно було засноване в 1502 році. Це село колись належало до резиденції князя Андрія Курбського (йому приналежали також Миляновичі).

## Події
15 липня 2017 року у Торговищі єпископ Володимир-Волинський і Турійський Матфей звершив освячення храму та престолу на честь покладання чесної ризи Пресвятої Богородиці у Влахерні.

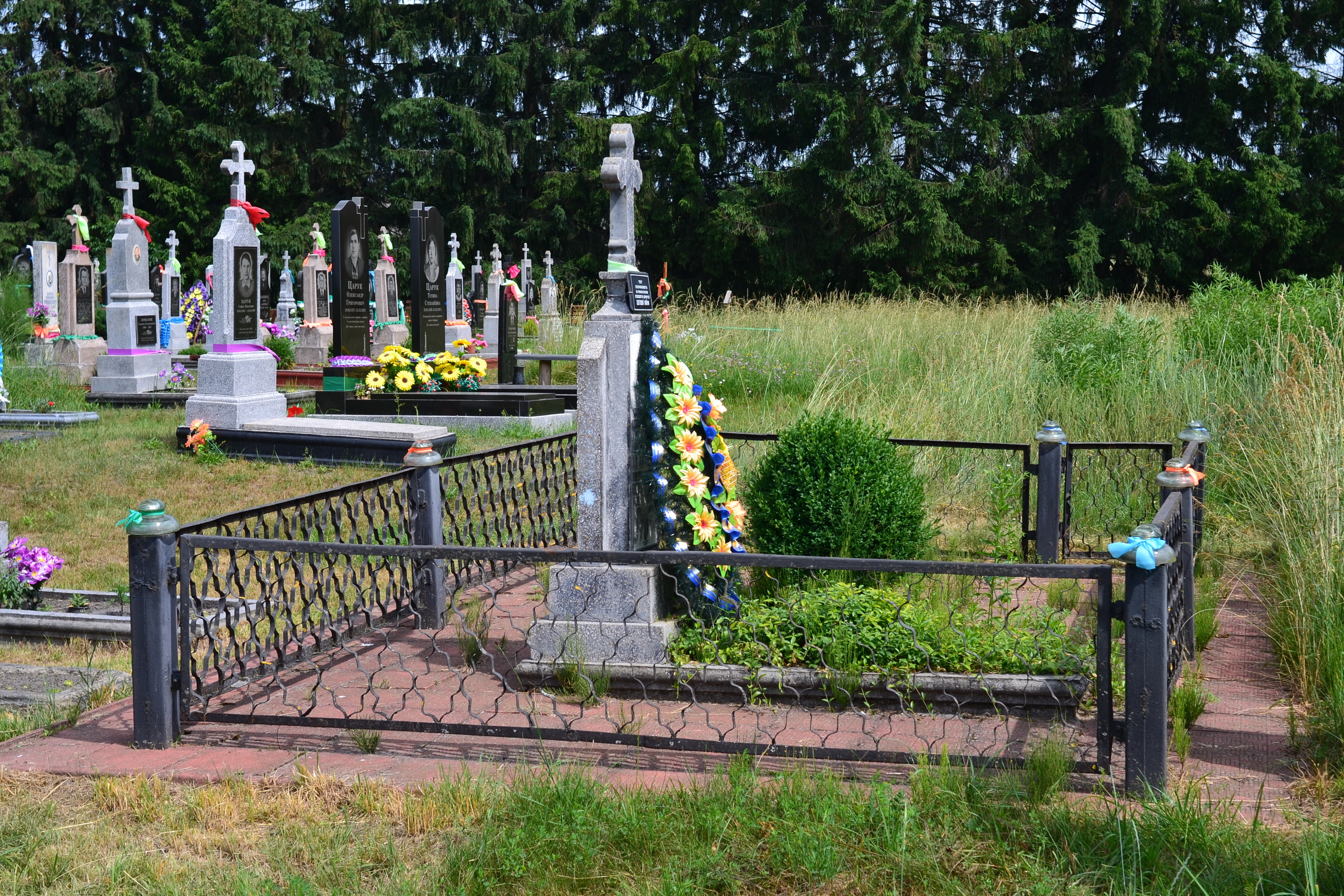
Могила братська радянських партизан, односельчан та І. Т. Кошового (старе кладовище поблизу с. Відути)